# Ausztria a 2016. évi nyári olimpiai játékokon
Ausztria a brazíliai Rio de Janeiróban megrendezett 2016. évi nyári olimpiai játékok egyik részt vevő nemzete volt. Az országot az olimpián 22 sportágban 71 sportoló képviselte, akik összesen 1 érmet szereztek.

## Érmesek
| Érem  | Versenyző                | Sportág    | Versenyszám |
| ----- | ------------------------ | ---------- | ----------- |
| Bronz | Tanja Frank Thomas Zajac | Vitorlázás | Nacra 17    |

## Asztalitenisz
Férfi
| Versenyző                                   | Versenyszám | Selejtező         | 64-es főtábla     | 48-as főtábla                                         | 32-es főtábla                                  | Nyolcaddöntő                                                             | Negyeddöntő                                                               | Elődöntő          | Döntő             | Helyezés |
| Versenyző                                   | Versenyszám | Ellenfél Eredmény | Ellenfél Eredmény | Ellenfél Eredmény                                     | Ellenfél Eredmény                              | Ellenfél Eredmény                                                        | Ellenfél Eredmény                                                         | Ellenfél Eredmény | Ellenfél Eredmény | Helyezés |
| ------------------------------------------- | ----------- | ----------------- | ----------------- | ----------------------------------------------------- | ---------------------------------------------- | ------------------------------------------------------------------------ | ------------------------------------------------------------------------- | ----------------- | ----------------- | -------- |
| Stefan Fegerl                               | Egyes       | erőnyerő          | erőnyerő          | erőnyerő                                              | Niva Kóki (JPN) · 7–11, 8–11, 9–11, 11–4, 5–11 | kiesett                                                                  | kiesett                                                                   | kiesett           | kiesett           | 17.      |
| Robert Gardos                               | Egyes       | erőnyerő          | erőnyerő          | Ovidiu Ionescu (ROU) · 9–11, 11–5, 10–12, 14–16, 7–11 | kiesett                                        | kiesett                                                                  | kiesett                                                                   | kiesett           | kiesett           | 33.      |
| Stefan Fegerl Robert Gardos Daniel Habesohn | Csapat      |                   |                   |                                                       |                                                | Portugália (POR) · Tiago Apolónia · Marcos Freitas · João Monteiro · 3–1 | Németország (GER) · Timo Boll · Dimitrij Ovtcharov · Bastian Steger · 1–3 | kiesett           | kiesett           | 5.       |

Női
| Versenyző                            | Versenyszám | Selejtező         | 64-es főtábla     | 48-as főtábla                                             | 32-es főtábla                                 | Nyolcaddöntő                                                       | Negyeddöntő                                                  | Elődöntő          | Döntő             | Helyezés |
| Versenyző                            | Versenyszám | Ellenfél Eredmény | Ellenfél Eredmény | Ellenfél Eredmény                                         | Ellenfél Eredmény                             | Ellenfél Eredmény                                                  | Ellenfél Eredmény                                            | Ellenfél Eredmény | Ellenfél Eredmény | Helyezés |
| ------------------------------------ | ----------- | ----------------- | ----------------- | --------------------------------------------------------- | --------------------------------------------- | ------------------------------------------------------------------ | ------------------------------------------------------------ | ----------------- | ----------------- | -------- |
| Jia Liu                              | Egyes       | erőnyerő          | erőnyerő          | erőnyerő                                                  | Jiao Li (NED) · 7–11, 11–8, 15–13, 11–9, 11–5 | Feng Tien-vej (Feng Tian Wei) (SIN) · 6–11, 6–11, 7–11, 11–6, 4–11 | kiesett                                                      | kiesett           | kiesett           | 9.       |
| Sofia Polcanova                      | Egyes       | erőnyerő          | erőnyerő          | Jian Fang Lay (AUS) · 8–11, 7–11, 4–11, 11–6, 12–10, 7–11 | kiesett                                       | kiesett                                                            | kiesett                                                      | kiesett           | kiesett           | 33.      |
| Jia Liu Sofia Polcanova Qiangbing Li | Csapat      |                   |                   |                                                           |                                               | Hollandia (NED) · Britt Eerland · Jiao Li · Jie Li · 3–1           | Japán (JPN) · Fukuhara Ai · Isikava Kaszumi · Itó Mima · 0–3 | kiesett           | kiesett           | 5.       |

## Atlétika
Férfi
| Versenyző           | Versenyszám   | Selejtező | Selejtező | Döntő    | Döntő    |
| Versenyző           | Versenyszám   | Eredmény  | Helyezés  | Eredmény | Helyezés |
| ------------------- | ------------- | --------- | --------- | -------- | -------- |
| Lukas Weißhaidinger | Diszkoszvetés | 65,86 m   | 2.        | 64,95 m  | 6.       |

| Versenyző            | Versenyszám | 100 m | 100 m | Távolugrás | Távolugrás | Súlylökés | Súlylökés | Magasugrás | Magasugrás | 400 m | 400 m | 110 m gát | 110 m gát | Diszkoszvetés | Diszkoszvetés | Rúdugrás | Rúdugrás | Gerelyhajítás | Gerelyhajítás | 1500 m  | 1500 m | Végeredmény | Végeredmény |
| Versenyző            | Versenyszám | Idő   | Pont  | Eredmény   | Pont       | Eredmény  | Pont      | Eredmény   | Pont       | Idő   | Pont  | Idő       | Pont      | Eredmény      | Pont          | Eredmény | Pont     | Eredmény      | Pont          | Idő     | Pont   | Pont        | Helyezés    |
| -------------------- | ----------- | ----- | ----- | ---------- | ---------- | --------- | --------- | ---------- | ---------- | ----- | ----- | --------- | --------- | ------------- | ------------- | -------- | -------- | ------------- | ------------- | ------- | ------ | ----------- | ----------- |
| Dominik Distelberger | Tízpróba    | 10,84 | 897   | 733 cm     | 893        | 13,40 m   | 692       | 189 cm     | 705        | 48,61 | 880   | 14,39     | 925       | 38,09 m       | 626           | 480 cm   | 849      | 61,83 m       | 765           | 4:33,47 | 722    | 7954        | 19.         |

Női
| Versenyző      | Versenyszám | Előfutam | Előfutam | Előfutam | Elődöntő | Elődöntő | Elődöntő | Döntő    | Döntő    |
| Versenyző      | Versenyszám | Idő      | Hely.    | Össz.    | Idő      | Hely.    | Össz.    | Idő      | Helyezés |
| -------------- | ----------- | -------- | -------- | -------- | -------- | -------- | -------- | -------- | -------- |
| Jennifer Wenth | 5000 m      | 16:07,02 | 14.      | 28.      |          |          |          | 15:56,11 | 16.      |
| Andrea Mayr    | Maraton     |          |          |          |          |          |          | 2:41:52  | 64.      |
| Beate Schrott  | 100 m gát   | 13,47    | 8.       | 45.      | kiesett  | kiesett  | kiesett  | kiesett  | kiesett  |

| Versenyző   | Versenyszám | 100 m gát | 100 m gát | Magasugrás | Magasugrás | Súlylökés | Súlylökés | 200 m | 200 m | Távolugrás | Távolugrás | Gerelyhajítás | Gerelyhajítás | 800 m   | 800 m | Végeredmény | Végeredmény |
| Versenyző   | Versenyszám | Idő       | Pont      | Eredmény   | Pont       | Eredmény  | Pont      | Idő   | Pont  | Eredmény   | Pont       | Eredmény      | Pont          | Idő     | Pont  | Pont        | Helyezés    |
| ----------- | ----------- | --------- | --------- | ---------- | ---------- | --------- | --------- | ----- | ----- | ---------- | ---------- | ------------- | ------------- | ------- | ----- | ----------- | ----------- |
| Ivona Dadic | Hétpróba    | 13,84     | 1001      | 177 cm     | 941        | 13,43 m   | 756       | 24,60 | 924   | 605 cm     | 865        | 46,08 m       | 784           | 2:15,64 | 884   | 6155        | 21.         |

## Birkózás

### Férfi
Kötöttfogású
| Versenyző        | Versenyszám | Selejtező         | Nyolcaddöntő                | Negyeddöntő                  | Elődöntő          | Vigaszág első kör | Vigaszág elődöntő | Bronz- mérkőzés   | Döntő             | Helyezés |
| Versenyző        | Versenyszám | Ellenfél Eredmény | Ellenfél Eredmény           | Ellenfél Eredmény            | Ellenfél Eredmény | Ellenfél Eredmény | Ellenfél Eredmény | Ellenfél Eredmény | Ellenfél Eredmény | Helyezés |
| ---------------- | ----------- | ----------------- | --------------------------- | ---------------------------- | ----------------- | ----------------- | ----------------- | ----------------- | ----------------- | -------- |
| Amer Hrustanovic | 85 kg       | erőnyerő          | Rami Hietaniemi (FIN) · 4–3 | Dzsavid Hamzatav (BLR) · 0–9 | kiesett           | kiesett           | kiesett           | kiesett           | kiesett           | 10.      |

## Cselgáncs
Férfi
| Versenyző           | Versenyszám | Selejtező         | 32-es főtábla                            | Nyolcaddöntő      | Negyeddöntő       | Elődöntő          | Vigaszág elődöntő | Bronz- mérkőzés   | Döntő             | Helyezés |
| Versenyző           | Versenyszám | Ellenfél Eredmény | Ellenfél Eredmény                        | Ellenfél Eredmény | Ellenfél Eredmény | Ellenfél Eredmény | Ellenfél Eredmény | Ellenfél Eredmény | Ellenfél Eredmény | Helyezés |
| ------------------- | ----------- | ----------------- | ---------------------------------------- | ----------------- | ----------------- | ----------------- | ----------------- | ----------------- | ----------------- | -------- |
| Ludwig Paischer     | Légsúly     | erőnyerő          | Hovhannesz Davtjan (ARM) · 000(0)–100(0) | kiesett           | kiesett           | kiesett           |                   |                   |                   | 17.      |
| Daniel Allerstorfer | Nehézsúly   |                   | Renat Saidov (RUS) · 000(1)–001(1)       | kiesett           | kiesett           | kiesett           |                   |                   |                   | 17.      |

Női
| Versenyző              | Versenyszám | Selejtező                                 | Nyolcaddöntő                           | Negyeddöntő                             | Elődöntő          | Vigaszág elődöntő                      | Bronz- mérkőzés                    | Döntő             | Helyezés |
| Versenyző              | Versenyszám | Ellenfél Eredmény                         | Ellenfél Eredmény                      | Ellenfél Eredmény                       | Ellenfél Eredmény | Ellenfél Eredmény                      | Ellenfél Eredmény                  | Ellenfél Eredmény | Helyezés |
| ---------------------- | ----------- | ----------------------------------------- | -------------------------------------- | --------------------------------------- | ----------------- | -------------------------------------- | ---------------------------------- | ----------------- | -------- |
| Sabrina Filzmoser      | Könnyűsúly  | Nekoda Smythe-Davis (GBR) · 000(0)–011(1) | kiesett                                | kiesett                                 | kiesett           |                                        |                                    |                   | 17.      |
| Kathrin Unterwurzacher | Váltósúly   | erőnyerő                                  | Estefania García (ECU) · 010(0)-000(1) | Miku Tashiro (JPN) · 000(0)–001(0)      |                   | Anicka van Emden (NED) · 000(0)–001(2) | kiesett                            |                   | 7.       |
| Bernadette Graf        | Középsúly   | erőnyerő                                  | Maria Portela (BRA) · 000(1)-000(2)    | Laura Vargas Koch (GER) · 000(0)–100(0) |                   | Kelita Zupancic (CAN) · 010(0)-001(0)  | Sally Conway (GBR) · 000(0)–001(2) |                   | 5.       |

## Evezés
Férfi
| Versenyző                   | Versenyszám              | Előfutam | Előfutam | Vigaszág | Vigaszág | Elődöntő | Elődöntő | Elődöntő | Döntő | Döntő   | Döntő | Helyezés |
| Versenyző                   | Versenyszám              | Idő      | Hely.    | Idő      | Hely.    | Típus    | Idő      | Hely.    | Típus | Idő     | Hely. | Helyezés |
| --------------------------- | ------------------------ | -------- | -------- | -------- | -------- | -------- | -------- | -------- | ----- | ------- | ----- | -------- |
| Bernhard Sieber Paul Sieber | Könnyűsúlyú kétpárevezős | 6:43,37  | 4.       | 7:06,41  | 2.       | A/B      | 6:53,62  | 6.       | B     | 6:42,19 | 6.    | 12.      |

Női
| Versenyző        | Versenyszám  | Előfutam | Előfutam | Vigaszág | Vigaszág | Negyeddöntő | Negyeddöntő | Elődöntő | Elődöntő | Elődöntő | Döntő | Döntő   | Döntő | Helyezés |
| Versenyző        | Versenyszám  | Idő      | Hely.    | Idő      | Hely.    | Idő         | Hely.       | Típus    | Idő      | Hely.    | Típus | Idő     | Hely. | Helyezés |
| ---------------- | ------------ | -------- | -------- | -------- | -------- | ----------- | ----------- | -------- | -------- | -------- | ----- | ------- | ----- | -------- |
| Magdalena Lobnig | Egypárevezős | 8:26,83  | 1.       | erőnyerő | erőnyerő | 7:35,37     | 3.          | A/B      | 7:45,48  | 3.       | A     | 7:34,86 | 6.    | 6.       |

## Golf
| Versenyző        | Versenyszám  | 1. forduló | 1. forduló | 2. forduló | 2. forduló | 3. forduló | 3. forduló | 4. forduló | 4. forduló | Összesen | Összesen | Összesen |
| Versenyző        | Versenyszám  | Pont       | Par        | Pont       | Par        | Pont       | Par        | Pont       | Par        | Pontszám | Par      | Helyezés |
| ---------------- | ------------ | ---------- | ---------- | ---------- | ---------- | ---------- | ---------- | ---------- | ---------- | -------- | -------- | -------- |
| Bernd Wiesberger | Férfi egyéni | 74         | +3         | 67         | −4         | 69         | −2         | 68         | −3         | 278      | −6       | 11.      |
| Christine Wolf   | Női egyéni   | 71         | 0          | 69         | −2         | 77         | +6         | 76         | +5         | 293      | +9       | 43.      |

## Íjászat
Női
| Versenyző         | Versenyszám | Selejtező | Selejtező | 64-es főtábla                 | 32-es főtábla     | Nyolcaddöntő      | Negyeddöntő       | Elődöntő          | Döntő             | Helyezés |
| Versenyző         | Versenyszám | Pont      | Kiemelés  | Ellenfél Eredmény             | Ellenfél Eredmény | Ellenfél Eredmény | Ellenfél Eredmény | Ellenfél Eredmény | Ellenfél Eredmény | Helyezés |
| ----------------- | ----------- | --------- | --------- | ----------------------------- | ----------------- | ----------------- | ----------------- | ----------------- | ----------------- | -------- |
| Laurence Baldauff | Egyéni      | 619       | 41.       | Laisrám Dévi (IND)(24.) · 2-6 | kiesett           | kiesett           | kiesett           | kiesett           | kiesett           | 33.      |

## Kajak-kenu

### Gyorsasági
Női
| Versenyző                         | Versenyszám        | Előfutam | Előfutam | Előfutam | Elődöntő | Elődöntő | Elődöntő | Döntő   | Döntő    | Döntő    | Helyezés |
| Versenyző                         | Versenyszám        | Idő      | Hely.    | Össz.    | Idő      | Hely.    | Össz.    | Típus   | Idő      | Helyezés | Helyezés |
| --------------------------------- | ------------------ | -------- | -------- | -------- | -------- | -------- | -------- | ------- | -------- | -------- | -------- |
| Viktoria Schwarz                  | Kajak egyes 200 m  | 42,847   | 5.       | 22.      | 43,072   | 7.       | 21.      | kiesett | kiesett  | kiesett  | 21.      |
| Yvonne Schuring Ana Roxana Lehaci | Kajak kettes 500 m | 1:46,429 | 6.       | 12.      | 1:44,462 | 4.       | 8.       | B       | 1:48,834 | 3.       | 11.      |

### Szlalom
Férfi
| Versenyző     | Versenyszám | Selejtező | Selejtező | Selejtező | Selejtező | Selejtező     | Selejtező     | Elődöntő | Elődöntő | Döntő   | Döntő    |
| Versenyző     | Versenyszám | 1. futam  | 1. futam  | 2. futam  | 2. futam  | Jobb eredmény | Jobb eredmény | Elődöntő | Elődöntő | Döntő   | Döntő    |
| Versenyző     | Versenyszám | Pont      | Hely.     | Pont      | Hely.     | Pont          | Hely.         | Pont     | Hely.    | Pont    | Helyezés |
| ------------- | ----------- | --------- | --------- | --------- | --------- | ------------- | ------------- | -------- | -------- | ------- | -------- |
| Mario Leitner | Kajak egyes | 93,29     | 12.       | 93,89     | 13.       | 93,29         | 15.           | 100,25   | 13.      | kiesett | kiesett  |

Női
| Versenyző      | Versenyszám | Selejtező | Selejtező | Selejtező | Selejtező | Selejtező     | Selejtező     | Elődöntő | Elődöntő | Döntő  | Döntő    |
| Versenyző      | Versenyszám | 1. futam  | 1. futam  | 2. futam  | 2. futam  | Jobb eredmény | Jobb eredmény | Elődöntő | Elődöntő | Döntő  | Döntő    |
| Versenyző      | Versenyszám | Pont      | Hely.     | Pont      | Hely.     | Pont          | Hely.         | Pont     | Hely.    | Pont   | Helyezés |
| -------------- | ----------- | --------- | --------- | --------- | --------- | ------------- | ------------- | -------- | -------- | ------ | -------- |
| Corinna Kuhnle | Kajak egyes | 109,63    | 9.        | 107,02    | 10.       | 107,02        | 12.           | 101,54   | 1.       | 104,75 | 5.       |

## Kerékpározás

### Hegyi-kerékpározás
| Versenyző          | Versenyszám        | Idő           | Helyezés      |
| ------------------ | ------------------ | ------------- | ------------- |
| Alexander Gehbauer | Férfi terepverseny | nem ért célba | nem ért célba |

### Országúti kerékpározás
Férfi
| Versenyző      | Versenyszám   | Idő              | Helyezés      |
| -------------- | ------------- | ---------------- | ------------- |
| Stefan Denifl  | Mezőnyverseny | nem ért célba    | nem ért célba |
| Georg Preidler | Mezőnyverseny | 6:29:42 (+19:37) | 44.           |
| Georg Preidler | Időfutam      | 1:16:02,36       | 16.           |

Női
| Versenyző      | Versenyszám   | Idő              | Helyezés |
| -------------- | ------------- | ---------------- | -------- |
| Martina Ritter | Mezőnyverseny | 4:02:07 (+10:40) | 46.      |

## Lovaglás
Díjlovaglás
| Versenyző            | Ló               | Versenyszám | 1. kör | 1. kör | 2. kör  | 2. kör  | Döntő   | Döntő   | Végeredmény | Végeredmény |
| Versenyző            | Ló               | Versenyszám | Pont   | Hely.  | Pont    | Hely.   | Pont    | Hely.   | Pont        | Helyezés    |
| -------------------- | ---------------- | ----------- | ------ | ------ | ------- | ------- | ------- | ------- | ----------- | ----------- |
| Victoria Max-Theurer | Della Cavalleria | Egyéni      | 71,129 | 33.    | kiesett | kiesett | kiesett | kiesett | kiesett     | kiesett     |

## Műugrás
Férfi
| Versenyző        | Versenyszám    | Selejtező | Selejtező | Elődöntő | Elődöntő | Döntő   | Döntő    |
| Versenyző        | Versenyszám    | Pont      | Helyezés  | Pont     | Helyezés | Pont    | Helyezés |
| ---------------- | -------------- | --------- | --------- | -------- | -------- | ------- | -------- |
| Constantin Blaha | Egyéni műugrás | 351,95    | 27.       | kiesett  | kiesett  | kiesett | kiesett  |

## Röplabda

### Strandröplabda

#### Férfi
| Versenyző                       | Csoportkör | Csoportkör | 16 közé jutásért  | Nyolcaddöntő                                                          | Negyeddöntő       | Elődöntő          | Döntő             | Helyezés |
| Versenyző                       | Ellenfél Eredmény | Hely.      | Ellenfél Eredmény | Ellenfél Eredmény                                                     | Ellenfél Eredmény | Ellenfél Eredmény | Ellenfél Eredmény | Helyezés |
| ------------------------------- | --- | ---------- | ----------------- | --------------------------------------------------------------------- | ----------------- | ----------------- | ----------------- | -------- |
| Clemens Doppler Alexander Horst | A csoport · Olaszország (ITA) · Adrian Carambula · Alex Ranghieri · 14–21, 13–21 · Brazília (BRA) · Alison Cerutti · Bruno Oscar Schmidt · 23–21, 16–21, 15–13 · Kanada (CAN) · Josh Binstock · Sam Schachter · 21–19, 16–21, 15–8     | 3.         |                   | Kuba (CUB) · Nivaldo Díaz · Sergio González · 17–21, 14–21            | kiesett           | kiesett           | kiesett           | 9.       |
| Alexander Huber Robin Seidl     | F csoport · Spanyolország (ESP) · Adrián Gavira · Pablo Herrera · 21–14, 17–21, 13–15 · Egyesült Államok (USA) · Jake Gibb · Casey Patterson · 21–18, 21–18 · Katar (QAT) · Cherif Younousse · Jefferson Pereira · 21–18, 19–21, 12–15 | 3.         |                   | Egyesült Államok (USA) · Phil Dalhausser · Nick Lucena · 14–21, 15–21 | kiesett           | kiesett           | kiesett           | 9.       |

## Sportlövészet
Férfi
| Versenyző           | Versenyszám           | Selejtező | Selejtező | Elődöntő | Elődöntő | Döntő   | Döntő    |
| Versenyző           | Versenyszám           | Pont      | Helyezés  | Pont     | Helyezés | Pont    | Helyezés |
| ------------------- | --------------------- | --------- | --------- | -------- | -------- | ------- | -------- |
| Thomas Mathis       | Sportpuska, fekvő     | 622,4     | 17.       |          |          | kiesett | kiesett  |
| Alexander Schmirl   | Sportpuska, fekvő     | 621,4     | 24.       |          |          | kiesett | kiesett  |
| Alexander Schmirl   | Sportpuska, összetett | 1170      | 17.       |          |          | kiesett | kiesett  |
| Alexander Schmirl   | Légpuska              | 623,7     | 15.       |          |          | kiesett | kiesett  |
| Gernot Rumpler      | Légpuska              | 620,4     | 32.       |          |          | kiesett | kiesett  |
| Gernot Rumpler      | Sportpuska, összetett | 1161      | 36.       |          |          | kiesett | kiesett  |
| Sebastian Kuntschik | Skeet                 | 116       | 25.       | kiesett  | kiesett  | kiesett | kiesett  |

Női
| Versenyző      | Versenyszám           | Selejtező | Selejtező | Döntő   | Döntő    |
| Versenyző      | Versenyszám           | Pont      | Helyezés  | Pont    | Helyezés |
| -------------- | --------------------- | --------- | --------- | ------- | -------- |
| Olivia Hofmann | Légpuska              | 415,7     | 10.       | kiesett | kiesett  |
| Olivia Hofmann | Sportpuska, összetett | 586       | 3.        | 424,5   | 5.       |

## Súlyemelés
Férfi
| Versenyző          | Versenyszám | Szakítás | Szakítás | Lökés    | Lökés    | Összesen | Helyezés |
| Versenyző          | Versenyszám | Eredmény | Helyezés | Eredmény | Helyezés | Összesen | Helyezés |
| ------------------ | ----------- | -------- | -------- | -------- | -------- | -------- | -------- |
| Sargis Martirosjan | 105 kg      | 179      | 10.      | 210      | 11.      | 389      | 11.      |

## Szinkronúszás
| Versenyző                                    | Versenyszám | Technikai gyakorlat | Technikai gyakorlat | Selejtező        | Selejtező        | Selejtező  | Selejtező  | Döntő            | Döntő            | Döntő      | Döntő      | Helyezés |
| Versenyző                                    | Versenyszám | Technikai gyakorlat | Technikai gyakorlat | Szabad gyakorlat | Szabad gyakorlat | Összesítés | Összesítés | Szabad gyakorlat | Szabad gyakorlat | Összesítés | Összesítés | Helyezés |
| Versenyző                                    | Versenyszám | Pont                | Hely.               | Pont             | Hely.            | Pont       | Hely.      | Pont             | Hely.            | Pont       | Hely.      | Helyezés |
| -------------------------------------------- | ----------- | ------------------- | ------------------- | ---------------- | ---------------- | ---------- | ---------- | ---------------- | ---------------- | ---------- | ---------- | -------- |
| Anna-Maria Alexandri Eirini-Marina Alexandri | Páros       | 85,0637             | 11.                 | 85,2667          | 12.              | 170,3304   | 12.        | 85,5333          | 12.              | 170,5970   | 12.        | 12.      |

## Tenisz
Férfi
| Versenyző                    | Versenyszám | 32-es főtábla                                                             | Nyolcaddöntő                                                           | Negyeddöntő                                                | Elődöntő          | Bronz- mérkőzés   | Döntő             | Helyezés |
| Versenyző                    | Versenyszám | Ellenfél Eredmény                                                         | Ellenfél Eredmény                                                      | Ellenfél Eredmény                                          | Ellenfél Eredmény | Ellenfél Eredmény | Ellenfél Eredmény | Helyezés |
| ---------------------------- | ----------- | ------------------------------------------------------------------------- | ---------------------------------------------------------------------- | ---------------------------------------------------------- | ----------------- | ----------------- | ----------------- | -------- |
| Oliver Marach Alexander Peya | Páros       | Fehéroroszország (BLR) · Aljakszandr Buri · Makszim Mirni · 7-6(7–4), 7-5 | Egyesült Államok (USA) · Brian Baker · Rajeev Ram · 6-4, 6-7(2–7), 6-3 | Spanyolország (ESP) · Marc López · Rafael Nadal · 3-6, 1-6 | kiesett           | kiesett           | kiesett           | 5.       |

## Tollaslabda
| Versenyző          | Versenyszám | Csoportkör | Csoportkör | Nyolcaddöntő      | Negyeddöntő       | Elődöntő          | Bronz- mérkőzés   | Döntő             | Helyezés |
| Versenyző          | Versenyszám | Ellenfél Eredmény | Hely.      | Ellenfél Eredmény | Ellenfél Eredmény | Ellenfél Eredmény | Ellenfél Eredmény | Ellenfél Eredmény | Helyezés |
| ------------------ | ----------- | --- | ---------- | ----------------- | ----------------- | ----------------- | ----------------- | ----------------- | -------- |
| David Obernosterer | Férfi egyes | E csoport · Lin Tan (Lin Dan) (CHN) · 5–21, 11–21 · Nguyễn Tiến Minh (VIE) · 18–21, 14–21 · Vlagyimir Malkov (RUS) · 11–21, 10–21 | 4.         | kiesett           | kiesett           | kiesett           | kiesett           | kiesett           | 40.      |
| Elisabeth Baldauf  | Női egyes   | N csoport · Tai Tzu-Ying (TPE) · 11–21, 9–21 · Natalja Perminova (RUS) · 17–21, 8–21                                              | 3.         | kiesett           | kiesett           | kiesett           | kiesett           | kiesett           | 28.      |

## Torna
Női
| Versenyző  | Versenyszám      | Selejtező | Selejtező | Döntő    | Döntő    |
| Versenyző  | Versenyszám      | Pontszám  | Helyezés  | Pontszám | Helyezés |
| ---------- | ---------------- | --------- | --------- | -------- | -------- |
| Lisa Ecker | Talaj            | 13,266    | 48.       | kiesett  | kiesett  |
| Lisa Ecker | Felemás korlát   | 12,200    | 73.       | kiesett  | kiesett  |
| Lisa Ecker | Gerenda          | 13,400    | 46.       | kiesett  | kiesett  |
| Lisa Ecker | Egyéni összetett | 52,966    | 43.       | kiesett  | kiesett  |

### Ritmikus gimnasztika
| Versenyző      | Versenyszám | Selejtező | Selejtező | Selejtező | Selejtező | Selejtező | Selejtező | Selejtező | Selejtező | Selejtező | Selejtező | Döntő   | Döntő   | Döntő   | Döntő   | Döntő    | Döntő    | Döntő   | Döntő   | Döntő    | Döntő    | Helyezés |
| Versenyző      | Versenyszám | Karika    | Karika    | Labda     | Labda     | Buzogány  | Buzogány  | Szalag    | Szalag    | Összesen  | Összesen  | Karika  | Karika  | Labda   | Labda   | Buzogány | Buzogány | Szalag  | Szalag  | Összesen | Összesen | Helyezés |
| Versenyző      | Versenyszám | Pont      | Hely.     | Pont      | Hely.     | Pont      | Hely.     | Pont      | Hely.     | Pont      | Hely.     | Pont    | Hely.   | Pont    | Hely.   | Pont     | Hely.    | Pont    | Hely.   | Pont     | Hely.    | Helyezés |
| -------------- | ----------- | --------- | --------- | --------- | --------- | --------- | --------- | --------- | --------- | --------- | --------- | ------- | ------- | ------- | ------- | -------- | -------- | ------- | ------- | -------- | -------- | -------- |
| Nicol Ruprecht | Egyéni      | 16,833    | 20.       | 16,666    | 22.       | 17,166    | 19.       | 17,033    | 13.       | 67,698    | 20.       | kiesett | kiesett | kiesett | kiesett | kiesett  | kiesett  | kiesett | kiesett | kiesett  | kiesett  | 20.      |

## Triatlon
| Versenyző       | Versenyszám | 1,5 km úszás | Depózás 1 | 40 km kerékpározás | Depózás 2 | 10 km futás | Összesítés | Összesítés |
| Versenyző       | Versenyszám | Idő          | Idő       | Idő                | Idő       | Idő         | Idő        | Helyezés   |
| --------------- | ----------- | ------------ | --------- | ------------------ | --------- | ----------- | ---------- | ---------- |
| Thomas Springer | Férfi       | 19:45        | 0:49      | 59:41              | 0:39      | 34:20       | 1:55:14    | 47.        |
| Julia Hauser    | Női         | 22:08        | 0:53      | nem ért célba      | kiesett   | kiesett     | kiesett    | kiesett    |
| Sara Vilic      | Női         | 19:43        | 0:55      | 1:04:04            | 0:45      | 37:43       | 2:03:10    | 37.        |

## Úszás
Férfi
| Versenyző    | Versenyszám  | Előfutam | Előfutam | Előfutam | Elődöntő | Elődöntő | Elődöntő | Döntő   | Döntő    |
| Versenyző    | Versenyszám  | Idő      | Hely.    | Össz.    | Idő      | Hely.    | Össz.    | Idő     | Helyezés |
| ------------ | ------------ | -------- | -------- | -------- | -------- | -------- | -------- | ------- | -------- |
| Felix Auböck | 200 m gyors  | 1:47,24  | 1.       | 18.      | kiesett  | kiesett  | kiesett  | kiesett | kiesett  |
| Felix Auböck | 1500 m gyors | 15:36,24 | 8.       | 42.      |          |          |          | kiesett | kiesett  |
| Felix Auböck | 400 m gyors  | 3:49,35  | 8.       | 25.      |          |          |          | kiesett | kiesett  |
| David Brandl | 400 m gyors  | 3:54,59  | 5.       | 40.      |          |          |          | kiesett | kiesett  |

Női
| Versenyző          | Versenyszám  | Előfutam | Előfutam | Előfutam | Elődöntő | Elődöntő | Elődöntő | Döntő   | Döntő    |
| Versenyző          | Versenyszám  | Idő      | Hely.    | Össz.    | Idő      | Hely.    | Össz.    | Idő     | Helyezés |
| ------------------ | ------------ | -------- | -------- | -------- | -------- | -------- | -------- | ------- | -------- |
| Birgit Koschischek | 50 m gyors   | 25,58    | 6.       | 39.      | kiesett  | kiesett  | kiesett  | kiesett | kiesett  |
| Lena Kreundl       | 200 m vegyes | 2:15,71  | 6.       | 30.*     | kiesett  | kiesett  | kiesett  | kiesett | kiesett  |
| Lisa Zaiser        | 200 m vegyes | 2:15,23  | 8.       | 26.      | kiesett  | kiesett  | kiesett  | kiesett | kiesett  |
| Jördis Steinegger  | 400 m vegyes | 4:47,84  | 3.       | 29.      |          |          |          | kiesett | kiesett  |

* - egy másik versenyzővel azonos időt ért el

## Vitorlázás
Férfi
| Versenyző                            | Versenyszám    | Futam | Futam | Futam | Futam | Futam | Futam | Futam | Futam | Futam | Futam | Futam | Futam | Futam   | Pontszám | Helyezés |
| Versenyző                            | Versenyszám    | 1     | 2     | 3     | 4     | 5     | 6     | 7     | 8     | 9     | 10    | 11    | 12    | É       | Pontszám | Helyezés |
| ------------------------------------ | -------------- | ----- | ----- | ----- | ----- | ----- | ----- | ----- | ----- | ----- | ----- | ----- | ----- | ------- | -------- | -------- |
| Florian Reichstädter Matthias Schmid | 470-es osztály | 3     | 9     | 6     | 9     | 16    | 2     | 13    | 14    | (17)  | 1     |       |       | 14      | 87       | 8.       |
| Nico Delle Karth Nikolaus Resch      | 49er osztály   | 17    | 6     | 10    | 18    | 3     | 14    | 3     | 14    | (21)  | 4     | 11    | 16    | kiesett | 116      | 12.      |

Női
| Versenyző                | Versenyszám    | Futam | Futam | Futam | Futam | Futam | Futam | Futam | Futam | Futam | Futam | Futam | Pontszám | Helyezés |
| Versenyző                | Versenyszám    | 1     | 2     | 3     | 4     | 5     | 6     | 7     | 8     | 9     | 10    | É     | Pontszám | Helyezés |
| ------------------------ | -------------- | ----- | ----- | ----- | ----- | ----- | ----- | ----- | ----- | ----- | ----- | ----- | -------- | -------- |
| Jolanta Ogar Lara Vadlau | 470-es osztály | 3     | 12    | 12    | 5     | 6     | 1     | 5     | 16    | (21)  | 14    | 18    | 92       | 9.       |

Vegyes
| Versenyző                | Versenyszám | Futam | Futam | Futam | Futam | Futam | Futam | Futam | Futam | Futam | Futam | Futam | Futam | Futam | Pontszám | Helyezés |
| Versenyző                | Versenyszám | 1     | 2     | 3     | 4     | 5     | 6     | 7     | 8     | 9     | 10    | 11    | 12    | É     | Pontszám | Helyezés |
| ------------------------ | ----------- | ----- | ----- | ----- | ----- | ----- | ----- | ----- | ----- | ----- | ----- | ----- | ----- | ----- | -------- | -------- |
| Tanja Frank Thomas Zajac | Nacra 17    | (12)  | 4     | 12    | 6     | 9     | 8     | 8     | 3     | 4     | 10    | 4     | 5     | 6     | 78       |          |

## Vívás
Férfi
| Versenyző  | Versenyszám | Selejtező                     | 32-es főtábla     | Nyolcaddöntő      | Negyeddöntő       | Elődöntő          | Bronz- mérkőzés   | Döntő             | Helyezés |
| Versenyző  | Versenyszám | Ellenfél Eredmény             | Ellenfél Eredmény | Ellenfél Eredmény | Ellenfél Eredmény | Ellenfél Eredmény | Ellenfél Eredmény | Ellenfél Eredmény | Helyezés |
| ---------- | ----------- | ----------------------------- | ----------------- | ----------------- | ----------------- | ----------------- | ----------------- | ----------------- | -------- |
| René Pranz | Tőr, egyéni | Guilherme Toldo (BRA) · 14-15 | kiesett           | kiesett           | kiesett           | kiesett           | kiesett           | kiesett           | 33.      |